# Deep River (Connecticut)
Deep River – miasto w Stanach Zjednoczonych, w stanie Connecticut, w hrabstwie Middlesex.